# Potamochoerus
Potamochoerus és un gènere de la família dels súids (porcs i afins). Les dues espècies estan restringides a l'Àfrica subsahariana, tot i que el porc senglar dels matolls també viu a Madagascar i illes properes, possiblement a causa de la introducció per part dels humans.

## Taxonomia
- Porc senglar dels matolls (Potamochoerus larvatus).
- Porc senglar de riu (Potamochoerus porcus).